# The Catalyst (píseň)
The Catalyst je píseň americké rockové skupiny Linkin Park. Píseň pochází ze čtvrtého studiového alba A Thousand Suns. Produkce se ujal Rick Rubin a člen skupiny Mike Shinoda.

## Videoklip
Videoklip byl natočen v červenci roku 2010. Režíroval ho člen skupiny Joe Hahn. Děj videoklipu byl ovlivněn jaderným fyzikem J. Robertem Oppenheimerem.
Video bylo zveřejněno na jejich oficiálním YouTube kanálu 25. srpna 2010.

## Seznam skladeb
| CD     | CD                  | CD    |
| Pořadí | Název               | Délka |
| ------ | ------------------- | ----- |
| 1.     | "The Catalyst"      | 5:44  |
| 2.     | "New Divide" (Live) | 4:55  |

## Hitparáda
| Země      | Umístění |
| --------- | -------- |
| USA       | 27       |
| Kanada    | 28       |
| Německo   | 11       |
| Evropa    | 29       |
| Anglie    | 40       |
| Austrálie | 33       |
| Česko     | 19       |